# ميل جاكسون
ميل جاكسون (بالإنجليزية: Mel Jackson)‏ هو ممثل أمريكي، ولد في 13 أكتوبر 1970 بشيكاغو في الولايات المتحدة.

## وصلات خارجية
- ميل جاكسون على موقع IMDb (الإنجليزية)
- ميل جاكسون على موقع إن إن دي بي (الإنجليزية)
- ميل جاكسون على موقع قاعدة بيانات الفيلم (الإنجليزية)